# Подосиновик жёлто-бурый
Подоси́новик жёлто-бу́рый (лат. Léccinum versipélle) — гриб рода обабок (Leccinum) семейства болетовые (Boletaceae). 
Научные синонимы:
- Boletus versipellis Fr. & Hök, 1835 basionym
- Leccinum testaceoscabrum Secr. ex Singer, 1947 и др.
- Leccinum atrostipitatum  A.H. Sm., Thiers & Watling, 1966[1]

Русские синонимы:
- Оба́бок разноко́жий
- Подосиновик красно-бурый

## Описание

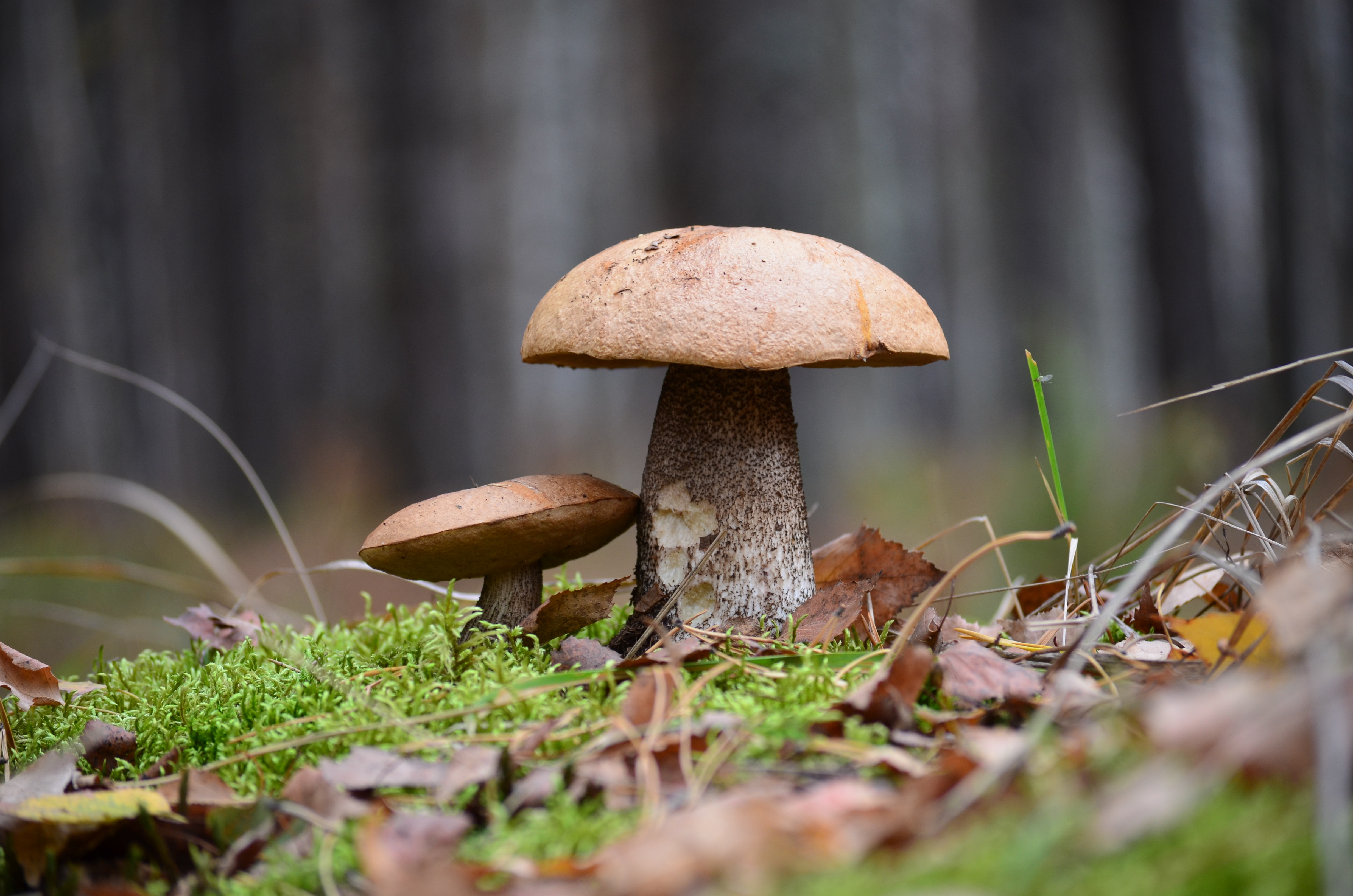
Подосиновики жёлто-бурые,Рязанская область.

Шляпка полушаровидная, затем подушковидная, диаметром 5—15 см, иногда до 25 см. Кожица сухая, слегка шерстистая, оранжево-жёлтого или жёлто-коричневого цвета, у молодых грибов часто свисает с края шляпки.
Мякоть белая, плотная, на срезе сначала розовеет, затем синеет, до фиолетово-чёрного цвета, в ножке становится сине-зелёной.
Трубчатый слой выемчатый, толщиной 1—1,5 см, от светло-серого до оливково-серого цвета. Поры мелкие, угловато-округлые, у молодых грибов серые, затем светло-коричневые, часто с буроватым или оливковым оттенком.
Ножка высотой 8—22 см и толщиной 2—4, иногда до 7 см, коренастая, внизу часто утолщённая. Поверхность белая или сероватая, покрыта мелкими густыми зернистыми чешуйками сначала бурого, а затем чёрного цвета.
Споровый порошок оливково-коричневый, споры 13—16×4—5 мкм, веретеновидные, гладкие.

## Экология и распространение
Образует микоризу с берёзой, растёт в сырых местах в берёзовых и смешанных лесах (берёзово-осиновых, елово-берёзовых), сосняках, иногда под листьями папоротника. Плодоносит чаще поодиночке. Обычный гриб в северной умеренной зоне, в России наиболее известен в Европейской части и на Дальнем Востоке, где встречается под берёзой маньчжурской и каменной.
Сезон июнь — сентябрь, иногда до поздней осени.

## Сходные виды
См. Подосиновик.

## Пищевые качества
Съедобный гриб, обычно употребляется так же, как подосиновик красный. Тем не менее, часть западных авторов рекомендуют этот вид подосиновиков предварительно отварить 15-20 минут, в противном случае возможны проблемы пищеварения.